# Gareth Evans (filosofo)
Gareth Evans (Londra, 12 maggio 1946 – Oxford, 10 agosto 1980) è stato un filosofo inglese.

## Biografia
Allievo di Peter Frederick Strawson, è stato uno dei protagonisti della cosiddetta 'svolta cognitiva' in filosofia del linguaggio. Ha teorizzato il primato del pensiero sul linguaggio, sostenendo (come già Gottlob Frege) che le proprietà semantiche del secondo derivano da quelle del primo e difendendo la possibilità di individuare i pensieri indipendentemente dal linguaggio in cui vengono espressi. In un'esemplare applicazione di questa tesi, la teoria cognitiva del riferimento dei dimostrativi (le parole come 'io', 'qui', 'quello' ecc.), ha avanzato due ipotesi oggi molto influenti: la natura non concettuale degli stati percettivi e la necessità di far riferimento all'azione per la loro individuazione.
Si deve a Evans anche un'importante interpretazione della semantica di Frege, secondo la quale la sensatezza di un'espressione linguistica richiede l'esistenza dell'oggetto cui essa si riferisce, cosicché i pensieri senza oggetto non sono realmente pensabili. Il principio elaborato da Evans del 'vincolo di generalità' (se un agente è capace di intrattenere il pensiero che a è F e dispone del concetto G - o del concetto individuale b -, è capace di intrattenere anche il pensiero che a è G o quello che b è F) esprime formalmente la natura produttiva e sistematica del pensiero umano, istituendo a un tempo una chiara connessione tra possesso di concetti e capacità inferenziali.
Opere: Tipi di riferimento (1982), monografia uscita postuma a cura di J. McDowell, e la raccolta dei Saggi (1985).